# Museu d'Història Natural de Perpinyà
El Museu d'Història Natural és un museu d'història natural de la ciutat de Perpinyà, de la comarca del Rosselló, a la Catalunya del Nord.
Està situat en el número 12 del carrer de la Font Nova, al barri de la Real.

## Història
Situat en un palau del segle xv construït per la família Blanes, en el seu saló principal es constituí el Tribunal revolucionari el 1793. Posteriorment passà a la família Sagarriga, els quals van vendre el palau a la ciutat de Perpinyà el 1898. El Museu d'Història Natural, que havia viscut els seus primers passos a l'antiga universitat, no disposava d'espai per a mostrar les seves col·leccions. Fou el 1900 que es traslladaren a aquest palau, al mateix temps que se n'organitzaven els fons per a la seva exhibició pública.

## Contingut
Els fons originals d'aquest museu estaven constituïts per dues parts: el Gabinet d'Història Natural, creat pel Marquès de Noailles i el mariscal de Mailly, autoritats borbòniques al llarg del segle xviii al Rosselló, que estaven dipositades a la Facultat de Medicina de la Universitat de Perpinyà, i les col·leccions particulars de Lluís Companyó (1781-1871). Aquest i el seu fill provocaren una allau de donacions fins al 1914, que enriquiren notablement el museu. De la Primera Guerra Mundial ençà, el museu s'ha anat empobrint progressivament.
El museu ofereix una sala, la Sala Companyó, amb classificació general de les espècies vivents. A continuació hi ha unes sales dedicades a la Paleontologia, a la Geologia, a les col·leccions conquiliològiques, a les vitrines amb els ocells mediterranis dissecats, etc.
Les principals col·leccions conservades són:
- Col·lecció Donnezan (Paleontologia)
- Col·lecció Pradines (Paleontologia)
- Col·lecció Companyó (Botànica)
- Col·lecció Puissegur (Entomologia)
- Col·lecció Pétri-Pellet (Entomologia)

El museu, a més, ofereix la seva seu a diverses entitats científiques, entre les quals una de micològica molt activa.